# Dictyoptérène
Les dictyoptérènes forment un groupe de composés organiques naturellement présents dans les milieux marins et d'eau douce. Ce sont des phéromones de plusieurs espèces d'algues brunes (Phaeophyceae).
Le dictyoptérène A, un alcène très volatil, est responsable de l'« odeur marine » caractéristique du varech. Les dictyoptérènes B et A sont les constituants majeurs de l'huile essentielle d'algues du genre Dictyopteris.

## Liste
Le tableau ci-dessous donne la description de six alcènes alicycliques de formule brute C11H16 ou C11H18. Les dictyoptérènes A, B, C et D sont des dérivés du divinylcyclopropane. Les paires de dictyoptérènes A, C et B, D sont des paires de diastéréoisomères.
| Nom(s) usuel(s)                                      | Nom systématique                                          | Formule brute | Structure | Insaturation(s) de chaîne | N° CAS     |
| ---------------------------------------------------- | --------------------------------------------------------- | ------------- | --------- | ------------------------- | ---------- |
| Dictyoptérène A                                      | (1R,2R)-1-[(1E)-1-Hexén-1-yl]-2-vinylcyclopropane         | C11H18        |           | Diène                     | 25047-20-5 |
| Dictyoptérène B, hormosirène                         | (1R,2R)-1-[(1E,3Z)-1,3-Hexadién-1-yl]-2-vinylcyclopropane | C11H16        |           | Triène                    | 50265-58-2 |
| Dictyoptérène C                                      |                                                           | C11H18        |           | Diène                     |            |
| Dictyoptérène C', dictyotène, dihydroectocarpène     | (6R)-6-Butyl-1,4-cycloheptadiène                          | C11H18        |           | Néant                     | 33156-91-1 |
| Dictyoptérène D, pré-ectocarpène                     | (1R,2S)-1-Éthényl-2-[(1E,3E)-hexa-1,3-diényl]cyclopropane | C11H16        |           | Triène                    | 75044-23-4 |
| Dictyoptérène D', ectocarpène, sirénine (ancien nom) | (6S)-(1Z)-(Butényl)cyclohepta-1,4-diène                   | C11H16        |           | Monoinsaturation          | 33156-92-2 |